# Preobraschenije-Insel
Die Preobraschenije-Insel (russisch остров Преображения, „Insel der Verklärung“) ist eine russische Insel im Chatangagolf der Laptewsee. Politisch gehört sie zum Anabarski ulus der Republik Sacha.

## Geographie
Die Insel liegt etwa 13 Kilometer nördlich von Bolschoi Begitschew und 27 Kilometer östlich des Kaps Sibirski der Taimyrhalbinsel. Sie hat die Form einer etwa acht Kilometer langen Sichel und ist bis zu 1,8 Kilometer breit. Ihre maximale Höhe beträgt 77 Meter. Die Küste im Osten und Nordosten weist steile Kliffs auf, nach Westen hin fällt das Gelände sanfter zu einem kieseligen Strand ab, der die Neupokojewa-Bucht säumt. Vor allem an der südlichen Inselspitze hat sich eine Nehrung ausgebildet. Es gibt auf der Insel keine Fließgewässer, im Süden aber einen kleinen Süßwassersee.

## Flora und Fauna
Die Insel ist von baumloser Tundra bedeckt. Neben Moosen, Flechten und Gräsern kommen Zwergsträucher vor.
Die Kette von Polynyas, die sich vor den Küsten der Laptewsee hinzieht, bietet Tieren auch im Winter eine gute Nahrungsgrundlage. Am flachen Strand der Preobraschenije-Insel sind Walrosse zu finden. Auf den Kliffs im Nordwesten der Insel befinden sich Kolonien von Meeresvögeln mit etwa 10.000 Brutpaaren. BirdLife International weist die Insel deshalb als Important Bird Area (Ru3085) aus. Auch Eisbären besuchen die Insel.

## Geschichte

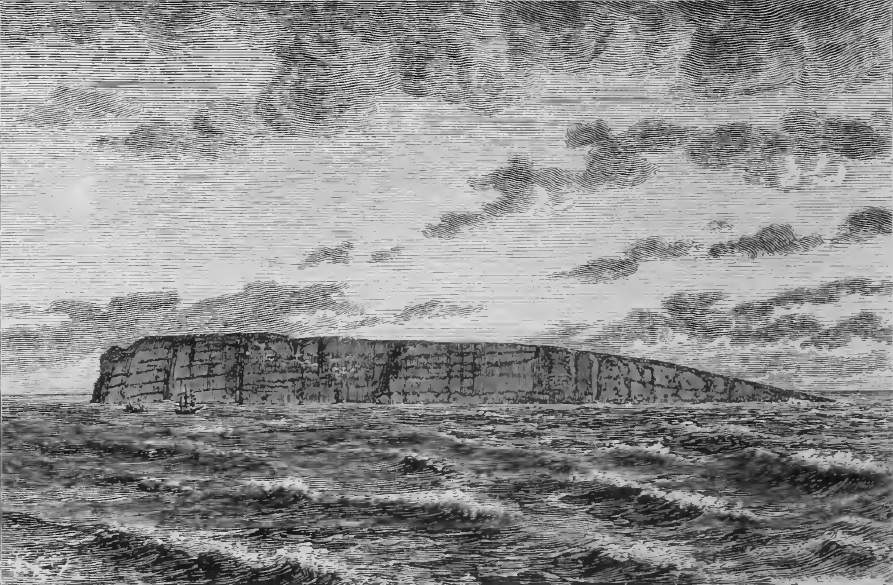
Die Preobraschenije-Insel 1878 (nach einer Zeichnung von Oscar Nordqvist)

Die Preobraschenije-Insel wurde 1736 von der unter Leitung von Leutnant Wassili Prontschischtschew stehenden Lena-Chatanga-Gruppe der nördlichen Abteilung der Großen Nordischen Expedition 1733–1743 entdeckt. Der Leiter der nördlichen Gruppe, Leutnant Chariton Laptew, benannte sie 1739 nach dem kirchlichen Feiertag. Als Adolf Erik Nordenskiöld 1878 mit der Vega erstmals die Nordostpassage vollständig durchfuhr, wurde die Insel von den Expeditionsteilnehmern erforscht und eine Bestandsaufnahme der Pflanzenwelt vorgenommen. Danach wurde sie wahrscheinlich erst 1908 wieder betreten, als der russische Polarforscher Nikifor Begitschew (1874–1927) sie aus kommerziellen Gründen aufsuchte. Nach der Gründung der Hauptverwaltung Nördlicher Seeweg im Jahr 1932 wurde die Preobraschenije-Insel ein wichtiger Orientierungspunkt für alle die Nordostpassage befahrenden Schiffe. Die hydrographische Expedition unter Leitung von Sergei Lappo (1895–1972) vermaß und kartierte die Insel 1933 und gab ihr vorübergehend den Namen „Wstretschny“. 1937/38 wurde ein vom Eisbrecher Lenin angeführter sowjetischer Schiffskonvoi im Chatangagolf vom Eis eingeschlossen. Der Zoologe G. L. Rutilewski besuchte dabei die Preobraschenije-Insel mit dem Hundeschlitten. Die nach dem Zweiten Weltkrieg auf der Insel eingerichtete Polarstation wurde 1991 aus Kostengründen wieder geschlossen.